# Clint Garvin
Clint Garvin (* um 1915 in Clarksville (Tennessee); † unbekannt) war ein US-amerikanischer Jazzmusiker (Tenorsaxophon, Klarinette).

## Leben und Wirken
Clint Garvin, der aus Nashville stammte, war der Bruder des Trompeters Carl Garvin. Er spielte (wie auch sein Bruder) ab Anfang 1939 bei Jack Teagarden and His Orchestra und blieb bis Ende 1941 bei Teagarden. Mit neun weiteren Mitgliedern von Teagardens Band meldete er sich dann zum Militärdienst. Verheiratet war er kurz mit Teagardens damaliger Bandvokalistin Kitty Kallen; die Ehe wurde jedoch annulliert. In den Nachkriegsjahren leitete er eine eigene Formation (in der Schlagzeuger John Poole spielte) und arbeitete bei Ziggy Elman and His Orchestra. Im Bereich des Jazz war er zwischen 1939 und 1947 an 29 Aufnahmesessions beteiligt.